# Паромщик (пьеса)
Паро́мщик (англ. The Ferryman) — пьеса британского драматурга и сценариста Джеза Баттеруорта, поставленная в 2017 году на малой сцене театра Ройал-Корт «Джервуд-театр вниз по лестнице» (Лондон).

## Создание
На создание «Паромщика» Джеза Баттеруорта вдохновила история семьи его супруги Лоры Доннелли, на основе которой он и разработал сюжет. Дядя Доннелли был похищен и застрелен членами Ирландской республиканской армии, а его тело найдено только несколько лет спустя. Баттеруорт отмечал, что пьеса о том, как время останавливается, если кто-то близкий пропадает на 20 лет.

## Постановки

### Вест-Энд
В октябре 2016 года было объявлено, что новую пьесу Джеза Баттеруорта на сцене театра Ройал-Корт поставит Сэм Мендес. Постановка очень быстро стала самым продаваемым спектаклем в истории театра. Ещё до премьеры, которая состоялась 24 апреля 2017 года, был объвлен трансфер в театр Гилгуд. На сцене Ройал-Корт спектакль шёл до 20 мая 2017 года, переехав в Гилгуд 20 июня 2017 года. Главные роли исполнили Пэдди Консидайн, для которого «Паромщик» стал дебютом на театральной сцене, и Лора Доннелли.
Постановка получила исключительно восторженные пятизвёздочные отзывы от всех ведущих театральных изданий, включая критиков The Guardian, Whatsonstage.com, The Times и The Telegraph. Спектакль называли «великолепно поставленным» и «потрясающим». Режиссура Мендеса получила похвалы за дух поэтичности, который он привнес в жестокий натурализм пьесы, а также за особое внимание к мельчайшим деталям. Из актёрского состава критиками особо критиками были отмечены Лора Донелли и Дирбла Моллой, а также новичок Том Глинн-Карни за исполнение роли Шейна Коркорана.
«Паромщик» должен был закрыться 7 октября 2017 года, однако уже через 10 дней после премьеры в Гилгуде было объявлено о продлении спектакля до января 2018 года. В октябре 2018 года Кэтрин Маккормак пришла на смену Женевьев О'Райли в роли Мэри Карни, а Уильям Хьюстон сменил Пэдди Консидайна. В январе 2018 года в роли Кэйтлин Карни появилась известная британская актриса Розали Крэйг, которая играла в спектакле вплоть до закрытия в мае того же года.
«Паромщик», одинаково полюбившийся зрителям и критикам, собрал также большой премиальный урожай: премия газеты Evening Standard за лучшую пьесу в 2017 года, премию Лондонского кружка критиков, премию Whatsonstage и премию Лоренса Оливье в 2018 году.

### Бродвей
Трансфер спектакля в бродвейский театр Бернарда Джейкобса был объявлен в феврале 2018 года с приблизительной датой открытия, назначенной на октябрь. Сэм Мендес вернулся в качестве режиссёра.. Окончательный каст включил в себя большую часть основного состава, в том числе Консидайна, Доннелли, Моллой и О'Райли. Предпоказы начались 2 октября 2018 года, официальная премьера состоялась 21 октября.

## Сюжет
1981 год. Большая семья Карни, живущая на ферме в графстве Арма в Северной Ирландии, собирается отмечать сбор урожая. Глава семьи, Куинн Карни, бывший участник ИРА, давно оставил радикальную деятельность, у него на содержании болезненная супруга, 7 детей, старшее поколение и семья брата. В разгар праздника его невестке Кейтлин сообщают, что тело её супруга обнаружено спустя много лет после исчезновения. Воспоминания, которые всем хотелось забыть, снова возникают на горизонте. Вскрываются старые секреты и жестоко ранят всех членов семьи Карни.

## Действующие лица и исполнители
| Роль                                     | Роль                             | Джервуд-театр вниз по лестнице / Гилгуд             | Театр Бернарда Джейкобса |
| ---------------------------------------- | -------------------------------- | --------------------------------------------------- | ------------------------ |
| Куинн Карни                              | фермер, бывший член ИРА          | Пэдди Консидайн, Уилл Хьюстон, Оуэн Макдоннел       | Пэдди Консидайн          |
| Мэри Карни                               | жена Куинна Карни                | Женевьев О'Райли, Кэтрин Маккормак                  | Женевьев О'Райли         |
| Кейтлин Карни                            | невестка Куинна Карни            | Лора Донелли, Сара Грин, Розали Крэйг               | Лора Донелли             |
| тётя Патриция Карни                      | бывшая активистка ИРА            | Дирбла Моллой                                       | Дирбла Моллой            |
| дядя Патрик «Пат» Карни                  | брат Патриции и Мэгги            | Дес Макалир, Марк Ламберт                           | Марк Ламберт             |
| тётя Мэгги «Далеко-далёко»               | страдающая деменцией тётя Куинна | Брид Бреннан                                        | Фионнула Флэнаган        |
| Малдун                                   | член ИРА                         | Стюарт Грэм                                         | Стюарт Грэм              |
| Фрэнк Магеннис                           | подручные Малдуна                | Юджин О'Хэар                                        | Дин Эштон                |
| Лоренс Мэлоун                            | подручные Малдуна                | Тарлоу Конвери                                      | Гленн Спирс              |
| Том Кеттл                                | рабочий на ферме Куинна          | Джон Ходжкинсон                                     | Джастин Эдвардс          |
| отец Хорриган                            | католический священник           | Джерард Хоран                                       | Чарльз Дэйл              |
| Джеймс Джозеф «Джей Джей» Карни (17 лет) | дети Куинна и Мэри               | Нил Райт                                            | Нил Райт                 |
| Майкл Карни (15 лет)                     | дети Куинна и Мэри               | Фра Фи                                              | Фра Фи                   |
| Щина Карни (14 лет)                      | дети Куинна и Мэри               | Карла Лэнгли                                        | Карла Лэнгли             |
| Нуала «Нуну» Карни (11 лет)              | дети Куинна и Мэри               | Клара Мёрфи / Энжел О'Каллахан / Айла Гриффитс      | Бруклин Шак              |
| Мёрси Карни (9 лет)                      | дети Куинна и Мэри               | Элиз Александр / Дарси Конвей / Дарси Джейкобс      | Одри Беннет              |
| Хонор Карни (7 лет)                      | дети Куинна и Мэри               | София Элли /Грейс Догерти                           | Матильда Лоулер          |
| Ушин Карни (14 лет)                      | единственный сын Кейтлин Карни   | Роб Малоун                                          | Роб Малоун               |
| Шейн Коркоран (17 лет)                   | племянники Куинна Карни          | Том Глинн-Карни                                     | Том Глинн-Карни          |
| Дермид Коркоран (16 лет)                 | племянники Куинна Карни          | Конор Макнилл                                       | Конор Макнилл            |
| Деклан Коркоран (13 лет)                 | племянники Куинна Карни          | Майкл Маккарти / Хавьер Мораз Спенсер / Джек Наттел | Майкл Кинтон Макартур    |

А также Бобби Карни, 9 месяцев, новорождённый сын Куинна и Мэри Карни.

## Награды и номинации
| Год  | Премия                         | Категория                          | Номинант           | Результат |
| ---- | ------------------------------ | ---------------------------------- | ------------------ | --------- |
| 2017 | Премия газеты Evening Standard | Лучшая пьеса                       | Джез Баттеруорт    | Победа    |
| 2017 | Премия газеты Evening Standard | Лучший режиссёр                    | Сэм Мендес         | Победа    |
| 2017 | Премия газеты Evening Standard | Лучшая актриса                     | Лора Доннелли      | Номинация |
| 2017 | Премия газеты Evening Standard | Восходящая звезда                  | Том Глинн-Карни    | Победа    |
| 2018 | WhatsOnStage Awards            | Лучшая новая пьеса                 | Лучшая новая пьеса | Победа    |
| 2018 | WhatsOnStage Awards            | Лучший актёр второго плана в пьесе | Фра Фи             | Победа    |
| 2018 | WhatsOnStage Awards            | Лучший режиссёр                    | Сэм Мендес         | Победа    |
| 2018 | Премия Лоренса Оливье          | Лучшая новая драма                 | Лучшая новая драма | Победа    |
| 2018 | Премия Лоренса Оливье          | Лучшая мужская роль                | Пэдди Консидайн    | Номинация |
| 2018 | Премия Лоренса Оливье          | Лучшая женская роль                | Лора Доннелли      | Победа    |
| 2018 | Премия Лоренса Оливье          | Лучшая мужская роль второго плана  | Джон Ходжкинсон    | Номинация |
| 2018 | Премия Лоренса Оливье          | Лучшая женская роль второго плана  | Брид Бреннан       | Номинация |
| 2018 | Премия Лоренса Оливье          | Лучшая женская роль второго плана  | Дирбла Моллой      | Номинация |
| 2018 | Премия Лоренса Оливье          | Лучший режиссёр                    | Сэм Мендес         | Победа    |
| 2018 | Премия Лоренса Оливье          | Лучший дизайн декораций            | Роб Хауэлл         | Номинация |
| 2019 | Тони (премия)                  | Лучшая пьеса                       | Лучшая пьеса       | Победа    |
| 2019 | Тони (премия)                  | Лучший режиссёр                    | Сэм Мендес         | Победа    |
| 2019 | Тони (премия)                  | Лучший актёр                       | Пэдди Консидайн    | Номинация |
| 2019 | Тони (премия)                  | Лучшая актриса                     | Лора Доннелли      | Номинация |
| 2019 | Тони (премия)                  | Лучшая актриса второго плана       | Фионнула Флэнаган  | Номинация |
| 2019 | Тони (премия)                  | Лучший дизайн декораций            | Роб Хауэлл         | Победа    |
| 2019 | Тони (премия)                  | Лучшие костюмы                     | Роб Хауэлл         | Победа    |
| 2019 | Тони (премия)                  | Лучший свет                        | Питер Мамфорд      | Номинация |